# Udina
Udina (rusky Удина) je název vulkanického komplexu nacházejícího se na poloostrově Kamčatka na ruském Dálném východě. Komplex leží na jižním okraji Ključevského masivu, přibližně 35 km jižně od samotné Ključevské sopky a asi 15 km jihovýchodně od štítové sopky Tolbačik. Udina je součástí přírodního parku Sopky Kamčatky, zapsaného na seznamu Světového dědictví UNESCO.
Komplex Udina tvoří dva stratovulkány, 2923 m vysoká Bolšaja Udina na západním okraji a 1945 m Malaja Udina na východě (tj. v překladu z ruštiny Velká a Malá Udina). Bolšaja Udina je tvořena převážně andezity, Malaja Udina bazalty. Na svazích obou center se nachází několik lávových dómů.

## Probuzení sopky
V historické době není žádný záznam o erupcích Udiny a až do roku 2017 byla považována za vyhaslou. První známky, že se sopka může opět probudit, se objevily na jaře roku 2018. Během května a června uvedeného roku zde bylo zaznamenáno celkem 559 seismických otřesů, svědčících o tom, že se v hlubinách sopečného komplexu začalo hromadit magma. Na základě těchto zjištění se byly vysloveny předpoklady, že Udina se může stát opět aktivním vulkánem a že zde hrozí erupce nebývalých rozměrů.